# Love Kills (Freddie Mercury-dal)
A Love Kills Freddie Mercury szóló kislemeze, amely 1984-ben jelent meg. Közösen írta Giorgio Moroder zeneszerző-producerrel, és eredetileg a Queen együttes The Works albumára, és a Metropolis című filmhez szánták (ahogy például a Radio Ga Gát is). Emiatt történhetett, hogy az együttes tagjai játszottak a felvételen. Végül csak kislemezen jelent meg, a 10. helyet érte el az angol slágerlistán.
Érdekesség, hogy megjelenésekor a Legrosszabb eredeti filmzenedal Arany Málna díjára jelölték, bár végül a „díjat” más dal kapta meg.

## Külső hivatkozások
- Dalszöveg
- Slágerlista alakulása (angol nyelven). UKMIX, music, UK, network, charts, reviews, news